# Éliphas Lévi
Éliphas Lévi, vlastním jménem Alphonse Louis Constant, (8. února 1810 – 31. května 1875) byl francouzský okultista, autor knih na stejné téma.
Éliphas byl synem obuvníka z Paříže. Začal studovat na římskokatolického kněze, avšak kvůli tomu, že se zamiloval, tak nedostudoval. Roku 1854 Lévi navštívil Anglii, kde se seznámil s Edwardem Bulwer-Lyttonem, který se zabýval rosekruciánským řádem a který měl na Léviho později vliv.

## Dílo

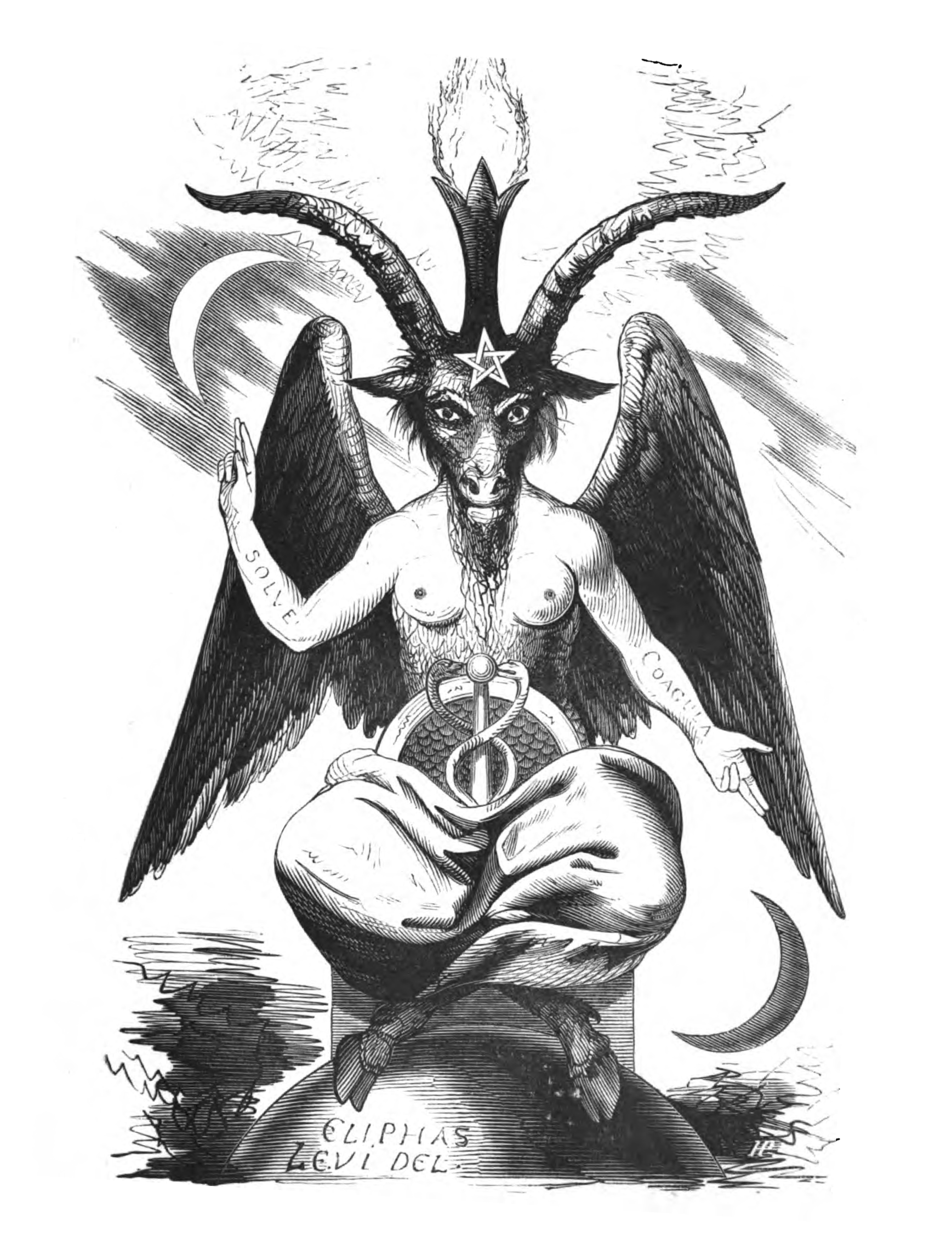
Vyobrazení Baphometa z práce Dogme et Rituel de la Haute Magie

Asi nejznámější prací, kterou Éliphas Lévi napsal, je Dogme et Rituel de la Haute Magie (Dogma a rituál vysoké magie), která se zabývá výkladem podstaty rituální magie a vysvětlením magického dogmatu. Zde se poprvé také objevilo známé vyobrazení Baphometa, bytostí s lidským tělem, křídly a hlavou kozla. Satanisté obecně považují Léviho Bafometa za zpodobnění ďábla, ovšem Lévi zamýšlel zpodobnit bizarní stvoření spíše jako hermetickou šifru poskládanou ze symbolů a atributů jako skryté sdělení, zvířecí atributy značí spjatost s hmotou a tělesnými pudy, duchovního osvícení zde symbolizuje hořící pochodeň, gesta odkazují na Smaragdovou desku atp., k tomu mu jako vzor posloužila postava na reliéfu, kterou nalezl Hammer-Purgstall údajně na místě bývalé templářské komendy, ale to, že se jednalo o padělek, Lévi nevěděl. Lévi byl také velkým zastáncem a propagátorem tarotu, svého Bafometa pak umístil na tarotovou kartu ďábla, tím patrně určil i jeho další osud.
Britský okultista Aleister Crowley, který se narodil ve stejný rok, kdy Levi zemřel, se považoval za jeho inkarnaci.
"Éliphas Lévi", pseudonym, pod kterým publikoval své knihy, vznikl převedením rodného jména "Alphonse Louis" do hebrejštiny.

## Mládí Alphonse Louise Constanta
Abbé Constant se narodil jako syn chudého ševce v Paříži. Navštěvoval katolickou školu pro chudé děti, které vykazovaly velké nadání pro náboženství. V 15 letech se začal zaučovat za kněze nastoupením na seminář sv. Nicolase du Chardonneta, kde se kromě jiného naučil i hebrejský jazyk. Mistr tohoto semináře, Abbé Frère-Colonna, učil mladého Louise, že lidstvo spadlo z lůna Božího do dědičného hříchu, a jedině přes slzy a duchovní cesty se může navrátit zpět k bohu. Také učil chlapce, že historie byla rozdělena do čtyř velkých epoch: první u Adama, druhá začala Abrahamem, třetí pokračovala Ježíšem, a čtvrtá měla začít s příchodem ducha svatého. Frère-Colonna byl sesazen pro své názory, zatímco L. Constant ještě navštěvoval seminář. Constant vždy zůstal věrný zásadám katolicismu, ale nikdy neodpustil církevním úřadům sesazení svého milovaného učitele.

## Životní dráha Éliphas Léviho

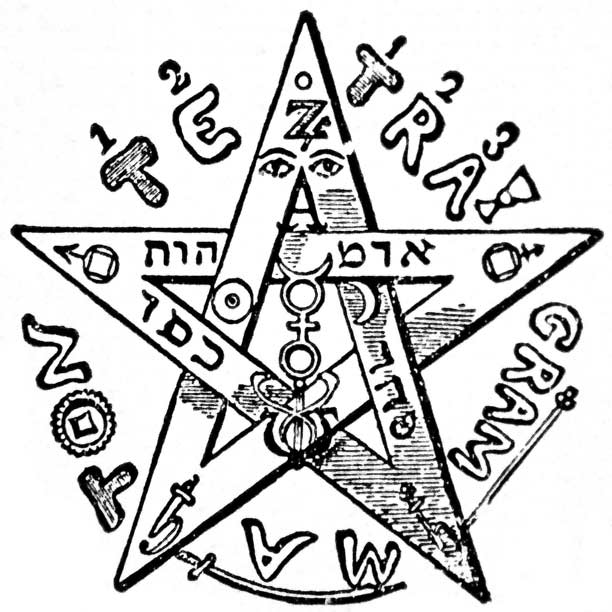
Léviho Pentagram

Koncem roku 1850 se setkal s opatem Jacquesem Paulem Migne, zakladatelem a ředitelem církevního knihkupectví Montrouge, který mu zadal úkol připravit slovník křesťanské literatury. Vyšel v roce 1851 a dílo mnohé překvapilo hlubokým poznáním, jež obsahovalo. V této době se A. L. Constant seznámil s polským badatelem Hoene-Wroṅskim, jehož dílo na něj udělalo dojem, a obeznámil se s jeho matematickým myšlením (srv. Zasvěcovací dopisy do Vysoké magie a mystiky čísel, které autor napsal sicilskému baronu Nicoleas-Josephu Spedalierimu v rozmezí od října 1861 do dubna 1863) a napoleonským mesianismem. Poté začíná psát své zásadní dílo Dogma a rituál vysoké magie (Dogme et Rituel de la Haute Magie).
V roce 1853 zavítal Lévi do Anglie, kde se setkal s romanopiscem Edwardem Bulwer-Lyttonem, který měl zájem o rosekruciánství jako literární téma a byl prezidentem menšího rosekruciánského spolku. Léviho první pojednání o magii se objevilo v roce 1854 pod názvem Dogme et Rituel de la Haute Magie a bylo přeloženo do angličtiny Arthurem Edwardem Waitem jako transcendentální magie, její nauka a rituál. V roce 1861 vydal pokračování, La Clef des Grands Mystères (Klíče k Velkým tajemstvím). Další magické práce Léviho jsou Fables et Symboles (Příběhy a Symboly, 1862) a La Science des Esprits (Věda Duchů, 1865). V roce 1868 napsal Le Grand Arcane, ou l'occultisme Dévoilé (Velká arkána, aneb odhalený Okultismus), to však bylo vydáno po jeho smrti v roce 1898.
Léviho verze magie získala velký úspěch, zejména po jeho smrti. Tento spiritualismus byl populární na obou stranách Atlantiku od roku 1850 a přispěl k Leviho úspěchu. Jeho magické učení bylo osvobozeno od fanatismu, i když horko těžko, ale žádné z jeho děl nebylo na prodej, a ani nepředstíral členství v nějaké starodávné nebo fiktivní tajné společnosti. Začlenil tarotové karty do svého magického systému, a takto se přičinil o to, že se tarot stal důležitou součástí výbavy západních okultistů. Měl hluboký vliv na magii Hermetického řádu Zlatého Úsvitu a později také na učení ex-člena řádu Aleistera Crowleyho. Byl také první, kdo poznamenal, že pentagram či pěticípá hvězda s jedním cípem vrcholu dolů a s dvěma nahoře představuje zlo, zatímco pentagram s jedním bodem nahoru a s dvěma dolů představuje dobro.
Lévimu se připisuje oživení magie po celém světě ve 20. století a hlavně jejího základu v teoretické rovině.

## Teorie magie
Lévi zaznamenal tři základní principy magie:
1. Materiální svět je pouze malou částí celkové reality, která zahrnuje mnoho jiných rovin a stavů vědomí. Úplné poznání a síla mohou být dosaženy pouze uvědoměním si těchto dalších aspektů reality. Jedním z nejdůležitějších je "astrální světlo", kosmické fluidum, které může být silou vůle přetvořeno do fyzické formy.
2. Lidská vůle je skutečná síla, schopná dosažení absolutně čehokoliv, od obyčejného až po zázračné.
3. Lidské tělo je mikrokosmem, miniaturou makrokosmického světa, a tyto dva jsou navzájem propojeny. Změny na jedné úrovni mohou mít účinek na druhou úroveň.

## Další díla
- Histoire de la magie (1860)
- La Mystéres de la qabalah (Ms. 1861, publ. 1920)
- Legendes et symboles (1862)
- La Science des esprits (1865)
- Paradoxes of the Highest Science (1883)
- Livre des splendeurs (1894)
- Clés majeurs et clavicules de Salomon (1895)
- Le Livre des sages (1912)
- The Magical Ritual of the Sanctum Regnum (1970)